# Classe Jaskółka
La classe Jaskółka était une classe de six dragueurs de mines de la marine polonaise construits dans les années 1930. Ce furent les premiers navires de guerre de production polonaise. La classe Jaskółka était une conception polyvalente qui permettait aux navires de servir dans les rôles de dragueur de mines, de petit mouilleur de mines ou de chasseur de sous-marins. Tous ont été nommés d’après des oiseaux, donc la classe a été surnommée en polonais ptaszki.

## Conception et construction
Les premiers dragueurs de mines de la marine polonaise étaient les dragueurs de mines de classe FM allemands. Ces navires, construits à la fin de la Première Guerre mondiale et achetés par la Pologne au début des années 1920, étaient déjà usés dans les années 1930, de sorte que la marine polonaise avait besoin de les remplacer. Le chantier naval de Modlin (Stocznia Modlińska) a proposé pour la nouvelle classe de dragueurs de mines une conception qui a été acceptée. Les quatre premiers navires de la classe ont été construits à Gdynia et Modlin. Après leur entrée en service, ils se sont avérés être une bonne conception, de sorte que deux autres ont été commandés au milieu des années 1930.

## Navires
| Nom      | Pose de la quille | Lancement         | Terminé       | Destin |
| -------- | ----------------- | ----------------- | ------------- | --- |
| Jaskółka | 1934              | 11 septembre 1934 | Août 1935     | Coulé le 14 septembre 1939 |
| Czajka   | Avril 1934        | 10 avril 1935     | Février 1936  | Capturé par l’Allemagne nazie en octobre 1939, et utilisé comme navire repêcheur de torpilles TFA11. Restitué à la Pologne en décembre 1956. Reclassé comme patrouilleur en 1951, et comme navire d’hébergement en 1966.                                  |
| Mewa     | 1934              | 10 janvier 1935   | Octobre 1935  | Coulé le 3 septembre 1939, renfloué par l’Allemagne et rebaptisé Putzig. Plus tard utilisé comme navire repêcheur de torpilles TFA9. Restitué à la Pologne en décembre 1945. Reclassé comme patrouilleur en 1951, et comme navire d’hébergement en 1970.  |
| Rybitwa  | Mai 1934          | 26 avril 1935     | Décembre 1935 | Coulé le 3 septembre 1939, renfloué par l’Allemagne et rebaptisé Rixhoft. Plus tard utilisé comme navire repêcheur de torpilles TFA8. Restitué à la Pologne en décembre 1945. Reclassé comme patrouilleur en 1951, et comme navire d’hébergement en 1966. |
| Czapla   | 1937              | 22 août 1938      | Août 1939     | Coulé le 14 septembre 1939 |
| Żuraw    | 1937              | 22 août 1938      | Août 1939     | Capturé par l’Allemagne en octobre 1939 et utilisé comme bâtiment hydrographique Oxhoft. Restitué à la Pologne en décembre 1945. Reclassé comme bâtiment hydrographique en août 1948.                                                                     |